# Grammy Award for Best Salsa/Merengue Album
Der Grammy Award for Best Salsa/Merengue Album, auf Deutsch „Grammy-Auszeichnung für das beste Salsa/Merengue-Album“, ist ein Musikpreis, der von 2004 bis 2006 von der Recording Academy in Los Angeles verliehen wurde.

## Geschichte und Hintergrund
Die seit 1959 verliehenen Grammy Awards werden jährlich in zahlreichen Kategorien von der Recording Academy in den Vereinigten Staaten vergeben, um künstlerische Leistung, technische Kompetenz und hervorragende Gesamtleistung ohne Rücksicht auf die Album-Verkäufe oder Chart-Position zu würdigen. Eine dieser Kategorien ist der Grammy Award for Best Salsa/Merengue Album.
Der Preis wurde erstmals im Jahr 2004 vergeben. Vor dem Jahr 2004 wurden die Auszeichnungen Best Salsa Album und Best Merengue Album separat vergeben. Die letztmalige Verleihung des Preises erfolgte im Jahr 2006.

## Gewinner und Nominierte
| Jahr | Gewinner                                  | Nationalität              | Album               | Nominierte | Bild des/der Gewinner(s) |
| ---- | ----------------------------------------- | ------------------------- | ------------------- | --- | ------------------------ |
| 2004 | Celia Cruz                                | Kuba                      | Regalo del Alma     | - Tequila y Ron... A Tribute to José Alfredo Jiménez von Ismael Miranda - Latin Songbird: Mi Alma y Corazón von India - Perseverancia von Tito Rojas - Música Universal von Truco & Zaperoko - Le Preguntaba a La Luna von Víctor Manuelle |                          |
| 2005 | Spanish Harlem Orchestra mit Rubén Blades | Vereinigte Staaten Panama | Across 110th Street | - Auténtico von Gilberto Santa Rosa - Valió la Pena von Marc Anthony - Creciendo von Son de Cali - Travesía von Víctor Manuelle |                          |
| 2006 | Willy Chirino                             | Kuba                      | Son del Alma        | - Fabricando Fantasías von Tito Nieves - Llegó la Hora von Mayito Rivera - Después del Silencio von Eddie Santiago - Arroz con Mango von Tiempo Libre                                                                                      |                          |